# Гільєрмо Тель Вільєгас Пулідо
Гільєрмо Тель Вільєгас Пулідо (ісп. Guillermo Tell Villegas Pulido; 1854—1949) — венесуельський юрист, журналіст і політик. Виконував обов'язки президента країни 1892 року під час кризи, спричиненої так званою Революцією Легаліста, яку очолив Хоакін Креспо.

## Біографія
Вільєгас Пулідо народився в Барінасі. Був сином Хосе Антоніо Вільєгаса та Ніевес Пулідо. Невдовзі переїхав до Каракаса, вивчав право в Центральному університеті Венесуели, отримав ступінь 1875 року.
1879 року був призначений на посаду спеціального комісара Венесуели в Панамі, окрім того він був секретарем закордонних справ округу Каракас у 1879—1880 роках та генеральним секретарем президента Антоніо Гусмана Бланко. 1881 був суддею першої інстанції в Каракасі, а також депутатом Національного конгресу від штату Болівар у 1890—1892 роках.
Після усунення від влади його дядька Гільєрмо Теля Вільєгаса зайняв пост президента на період Революції Легаліста. Завдяки його впливу 1892 року було засновано психіатричну лікарню в Каракасі. За часів врядування Креспо Пулідо був змушений залишити країну.
З 1898 року, після його повернення, займав пости голів урядів штатів Фалькон, Гуаріко (1900—1901) й Апуре (1903—1904), а також генерального прокурора Венесуели (1899—1909, 1913—1916 та 1936).
З 1906 до 1907 року займав пост консула Венесуели на острові Тринідад.
Як журналіст Вільєгас Пулідо заснував журнали Alianza Literaria (1876), La Mayoría (1879) та Monitor (1889).
Гільєрмо Тель Вільєгас Пулідо помер 1949 року у віці 94 років.